# 33 Arietis
33 Arietis, som är stjärnans Flamsteed-beteckning, är en dubbelstjärna belägen i den norra delen av stjärnbilden Väduren. Den har en kombinerad skenbar magnitud på ca 5,33 och är mycket svagt synlig för blotta ögat där ljusföroreningar ej förekommer. Baserat på parallaxmätning inom Hipparcosuppdraget på ca 14,1 mas, beräknas den befinna sig på ett avstånd på ca 231 ljusår (ca 71 parsek) från solen. Den rör sig bort från solen med en heliocentrisk radialhastighet av ca 21 km/s.

## Egenskaper
Primärstjärnan 33 Arietis A är en vit till blå stjärna i huvudserien av spektralklass A3 V. Den har en radie som är ca 2,6 solradier och utsänder ca 33 gånger mera energi än solen från dess fotosfär vid en effektiv temperatur av 7 500 - 10 000 K.
Följeslagaren 33 Arietis B är en stjärna av magnitud 8,40 belägen med en vinkelseparation av 28,6 bågsekunder. Ett överskott av infraröd strålning tyder på närvaro av en stoftskiva i konstellationen. I våglängdsbandet på 24 μm har denna en medeltemperatur på 815 K, vilket placerar den i en radie av 0,85 astronomiska enheter (AE) från primärstjärnan. Överskottsemission visas i 70 μm-bandet, som har en temperatur på 103 K och en radie ut till 42 AE.